# Aeródromo de São Jorge
El aeropuerto de São Jorge (en portugués: Aeródromo de São Jorge) (IATA: SJZ, OACI: LPSJ), está situado en la freguesia de Santo Amaro, a pocos kilómetros del municipio de Velas, en la isla de São Jorge, (Azores, Portugal). En él opera diariamente la compañía aérea SATA Air Açores con vuelos regulares dentro del mismo archipiélago a la isla Terceira (Aeropuerto de Lajes) y a isla de São Miguel (Aeropuerto Juan Pablo II). Se tiene previsto ampliar la pista hasta los 1.500 metros de longitud.

## Aerolíneas y destinos

### Destinos nacionales
| Ciudades      | Nombre del aeropuerto                       | Aerolíneas      | Aeronaves | Frecuencias semanales |
| Portugal      | Portugal                                    | Portugal        | Portugal  | Portugal              |
| ------------- | ------------------------------------------- | --------------- | --------- | --------------------- |
| Azores        |                                             |                 |           |                       |
| Ponta Delgada | Aeropuerto de Ponta Delgada - João Paulo II | SATA Air Açores | DHC-8     |                       |
| Isla Terceira | Aeropuerto de Lajes                         | SATA Air Açores | DHC-8     |                       |